# هیداکی کاتسو
هیداکی کاتسو (انگلیسی: Hideaki Kaetsu؛ زادهٔ ۸ اکتبر ۱۹۷۴) بازیکن فوتبال اهل ژاپن است.